# Nicole Chane Foc
Nicole Chane Foc (née à Saint-Pierre, La Réunion, le 19 octobre 1966) est une canniste française.

## Parcours
Après quelques années à pratiquer en loisir la canne de combat au club de La Rivière des Galets (Le Port), elle se lance véritablement dans la compétition de haut niveau en 2002. Son premier titre national est acquis en 2003 ; suivront plusieurs années au riche palmarès :
- championne de La Réunion en 2004, 2005, 2006, 2007, 2008
- championne de l'Océan indien en 2006 et 2007
- championne de France en 2003[1], 2004[2], 2005[3], 2006[4], 2007[5] et 2008[6]
- vainqueur des internationaux de France en 2003, 2005 et 2006
- championne d’Europe individuelle en 2006[7]
- championne d'Europe par équipe en 2006[8]
- championne du monde individuelle en 2008[9]
- championne du monde par équipe en 2004, 2008[10] et 2012[11]
- invaincue en combat d'octobre 2004 à mars 2008
- vainqueur Open de Toulouse en 2016[12]
- Vainqueur Open de France Ufolep 2016 [13]

Tout en assurant une carrière professionnelle au sein d'EDF Réunion, Nicole aura à cœur de transmettre son expérience et sa technique. Elle obtient le brevet d’État de canne de combat en 2010. En 2012, elle ouvre son propre club à Saint-Paul (Caro Canne) sous l'égide de l'Ufolep, comme la totalité des cannistes réunionnais qui quittent la Fédération française de Savate Boxe française
Nicole Chane Foc est la première Réunionnaise à ramener sur son île un titre de championne du monde senior individuelle (Frankenberg 2008). Ce titre lui aura donné une certaine notoriété,. Elle obtient ainsi la médaille de bronze de la Jeunesse et des sports en 2008 et est nommée « femme sportive de l'année » par la région Réunion la même année.
Secrétaire du comité Régional de canne de combat depuis 1999, membre du Comité Directeur de l'Office municipal de Saint Paul, elle obtient en 2014 le prix départemental du mérite,.
Après le conflit opposant à partir de 2012 le Comité régional réunionnais de canne de combat à la fédération française de savate, Nicole poursuit sa carrière sous licence Ufolep (club Kann Tyembo RDG). Elle remporte l'Open de Toulouse en 2016 mais surtout l'Open de France organisé "chez elle", au Port. Elle remporte sa dernière compétition devant des cannistes prestigieuses: Mouna AMBLI (France), Bernadette RAVAORISOA (Madagascar), Marie Hélène PROULX (Canada), Marine GAUDIN (La Réunion), entre autres.
En 2019 le Comité Régional Olympique lui demande de porter la flamme des Jeux des Iles de l'Océan Indien 
Dans le cadre de "Génération 2024", Nicole devient la marraine de deux associations USEP (Bras Canot et l'amicale de l'Etang) à Saint Paul. Elle partage son expérience, son parcours avec les enfants de ces écoles primaires. Elle organise aussi des initiations lors de journées officielles comme la semaine olympique et sportive ou la journée du sport scolaire.

## Sources
- « Canne de Combat - Pratiquer un sport de combat à l'île de la Réunion 974 », sur canne-reunion.com
- Reportages à la télévision à La Réunion (Réunion Première, Antenne Réunion, France Ô, etc.)